# Dunalia spathulata
Dunalia spathulata là loài thực vật có hoa trong họ Cà. Loài này được (Ruiz & Pav.) A.Br. & Asch. mô tả khoa học đầu tiên năm 1861.